# Fikardou
Fikardou (Φυκάρδου) är en i stort sett övergiven by i distriktet Nicosia i Cypern. Samhället ligger cirka 8 km söder om Klirou.

## Förslag till världsarv
Fikardou blev 4 februari 2002 uppsatt på Danmarks lista över förslag till världsarv, den så kallade "tentativa listan".